# Diasporus
A Diasporus a kétéltűek (Amphibia) osztályába, a békák (Anura) rendjébe és az Eleutherodactylidae családba tartozó nem. A nemet először 2008-ban írták le. A nembe tartozó fajok Közép-Amerikában és Dél-Amerika északi részén élnek..

## Megjelenése
A Diasporus nembe tartozó fajok kis méretű békák, melyeknek hossza 11 mm (hím Diasporus quidditus) és 26 mm (nőstény Diasporus hylaeformis) közé esik. Fejük viszonylag nagy méretű. Az összes faj közvetlen kifejlődésű, fejlődésük során az ebihal fázis kimarad.

## Nevének eredete
A név a görög diaszpóra (szétszóródás) szóból ered, és a fajnak az Eleutherodactylus karibi kládjával való rokonságára utal.

## Elterjedése
A Diasporus fajok párás síkvidéki és hegyvidéki erdőkben élnek Panamától Kolumbia csendes-óceáni partvidékéig és Ecuador északnyugati területeiig.

## Rendszerezés
A nembe az alábbi fajok tartoznak:
- Diasporus amirae Arias, Chaves, Salazar, Salazar-Zúñiga & García-Rodríguez, 2019
- Diasporus anthrax (Lynch, 2001)
- Diasporus citrinobapheus Hertz, Hauenschild, Lotzkat & Köhler, 2012
- Diasporus darienensis Batista, Köhler, Mebert, Hertz & Vesely, 2016
- Diasporus diastema (Cope, 1875)
- Diasporus gularis (Boulenger, 1898)
- Diasporus hylaeformis (Cope, 1875)
- Diasporus igneus Batista, Ponce & Hertz, 2012
- Diasporus majeensis Batista, Köhler, Mebert, Hertz & Vesely, 2016
- Diasporus pequeno Batista, Köhler, Mebert, Hertz & Vesely, 2016
- Diasporus quidditus (Lynch, 2001)
- Diasporus sapo Batista, Köhler, Mebert, Hertz & Vesely, 2016
- Diasporus tigrillo (Savage, 1997)
- Diasporus tinker (Lynch, 2001)
- Diasporus ventrimaculatus Chaves, García-Rodríguez, Mora & Leal, 2009
- Diasporus vocator (Taylor, 1955)